# Barbara-Kapelle (Ippendorf)

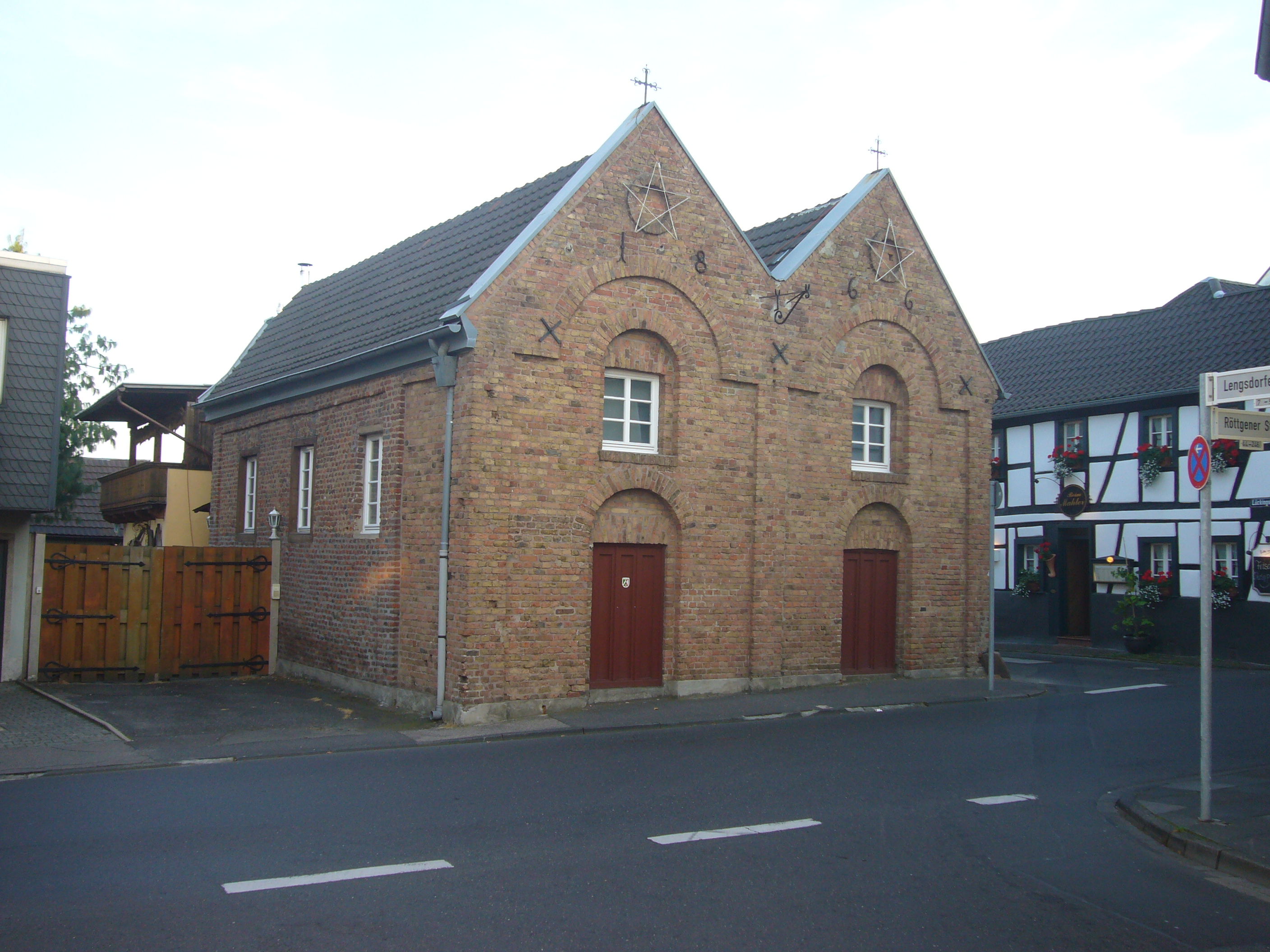
Die Fassade (Westseite) der ehemaligen, doppelschiffigen Kapelle in Ippendorf

Die 1807 errichtete, ehemalige Barbara-Kapelle im Bonner Ortsteil Ippendorf an der Lückingstraße Ecke Röttgener Straße wird heute als privater Wohnraum genutzt. Der Backsteinbau ist in sparsamer Gliederung mit neuromanischen Formen ausgeführt und steht unter Denkmalschutz.

## Geschichte
An der Stelle des heutigen Gebäudes befand sich eine vermutlich bereits im 18. Jahrhundert errichtete Vorgängerkapelle für das Dorf, die der  heiligen Barbara geweiht war. Die erste Nennung des Gebäudes datiert vom 8. Mai 1738. Diese erste Kapelle, die zum Schluss als Scheune genutzt wurde, existiert etwa seit der Wende zum 19. Jahrhundert nicht mehr.
Im Jahr 1807 wurde eine neue Kapelle für Ippendorf errichtet. Ab 1859 konnte sich die Gemeinde die Finanzierung eines eigenen Pfarrers (Peter Wilhelm Tenten) leisten. Seit 1862 gab es Pläne zur Vergrößerung der zu klein gewordenen, damals noch einschiffigen Kapelle. Im Jahr 1866 wurde mit dem Kirchenausbau begonnen. Mangels finanzieller Mittel wurde dazu minderwertiges Baumaterial verwendet. Das Kirchenschiff wurde um einen Meter verlängert (nach vorne) und ein zweites Schiff parallel angefügt. An der Vorderfront verfügte die Kapelle nun über zwei gleich hohe Spitzgiebel, die die Jahreszahl 1866 tragen. Außerdem wurde ein schiefergedeckter Turm mit Glocke errichtet, der bereits 1908 wegen Baufälligkeit wieder abgetragen werden musste. Auch die beiden Kirchenschiffe waren zur Jahrhundertwende in schlechtem Zustand. Im Jahr 1908 war auch die katholische Pfarrkirche St. Barbara fertiggestellt worden, 1909 verkaufte der Ippendorfer Gemeinderat die nun nicht mehr benötigte Kapelle an die Kirchengemeinde, die sie nach einer Renovierung als Jugendzentrum und Vereinshaus nutzte. Später fanden auch Gemeinderatssitzungen in der Kapelle statt. Als die Pfarrkirche 1962 renoviert werden musste, fanden die Gottesdienste vorübergehend wieder in der Barbara-Kapelle statt. In Folge stand die Kapelle ungenutzt und verfiel. Anfang der 1990er Jahre kam es zu einer Kernsanierung und einem Umbau des Gebäudes zu Wohnzwecken. Heute wird der Kapellenraum als Wohnzimmer des dahinterstehenden Wohngebäudes genutzt.
Ursprünglich stand vor der Kapelle ein Wegekreuz mit Kreuztitulus, Stifternamen und Initialenreihe etwa aus dem 1680er Jahren. Es wurde 1965 von einem Lastwagen zerstört. Eine Nachbildung befindet sich heute an der Saalestraße 27. An der Kapelle befand sich einer der vier temporär errichteten Ippendorfer Segensaltäre, die von der Fronleichnamsprozession mit dem Allerheiligsten aufgesucht wurden.